# Clase (biología)
En biología, la clase es una categoría taxonómica, situada entre el filo o la división y el orden, que abarca a distintos grupos de organismos en función de las características que posean y la similitud que presenten mutuamente.
Se han sugerido otras indicaciones de rango de clase, pero no son una práctica común y su uso se ha limitado a casos individuales. James Farris del Museo Americano de Historia Natural ha propuesto un sistema con el que cualquier designación de rango para rangos intermedios podría crearse utilizando prefijos estandarizados como mega, sub, infra y su combinación.  Los rangos intermedios Legión y Cohorte (entre subclase y orden) propuestos por Malcolm McKenna también se utilizaron sólo esporádicamente.
En la sistemática biológica, la sistemática filogenética o cladística se ha unido ahora a la sistemática clásica basada en rangos. Los métodos cladísticos son ahora el estándar en las disciplinas relevantes. Diferentes científicos sacan de esto conclusiones diferentes para la sistemática. Según la visión más radical, la clasificación según el sistema de Linneo está obsoleta y ya no debería utilizarse. Por un lado, esto se debe a que Linneo clasificó los organismos según su similitud y no su relación, de modo que pueden surgir unidades no monofiléticas ; Sin embargo, hoy en día estas medidas ya no se consideran justificadas. Según el sistema clásico, los taxones conocidos como clases, aunque sean monofiléticos, no necesariamente tienen el mismo rango entre sí. Pueden tener diferentes edades evolutivas e incluir diferente número de subtaxones como especies. Según la opinión moderada, los rangos clásicos todavía pueden utilizarse si se respetan estas restricciones. El uso del rango de clase, al igual que los otros rangos, no dice nada sobre qué método taxonómico lo utilizó el científico que lo utilizó.
Las cuatro clases tradicionalmente distinguidas de la serie de vertebrados terrestres son anfibios , reptiles , mamíferos y aves . La clase de insectos se asigna al filo Artrópodos.

## Nomenclatura
En plantas, los nombres de las clases deben llevar el sufijo «-opsida» (Magnoliopsida); en algas, las clases deben acabar en «-phyceae» (Chlorophyceae) y en hongos deben de terminar en «-mycetes» (Agaricomycetes).
La subclase, también lleva sufijos concretos en plantas («-idae», como Rosidae), algas («-phycidae») y hongos («-mycetidae»).
En animales y bacterias no hay obligación de un sufijo concreto para nombrar a las clases ni las subclases (Mammalia, Insecta o Cephalopoda; Bacilli o Mollicutes).

## Divisiones
Si la clasificación lo requiere, pueden intercalarse nuevas categorías entre la clase y el filo, siendo la más usada la superclase. Del mismo modo, pueden intercalarse categorías entre la clase y el orden, usándose con frecuencia la subclase y la infraclase.
- FILO o DIVISIÓN
  - Superclase (Superclassis)
    - CLASE (Classis)
      - Subclase (Subclassis)
        - Infraclase (Infraclassis) 
          - ORDEN

## Historia
La clase como un rango distinto de clasificación biológica que tiene su propio nombre distintivo (y no solo se llama género de nivel superior (género summum)) fue introducida por primera vez por el botánico francés Joseph Pitton de Tournefort en su clasificación de plantas que apareció en sus Eléments de botanique, de 1694.
En la medida en que se dispone de una definición general de clase, históricamente se ha concebido como si abarcara taxones que combinan un grado distinto de organización, es decir. un "nivel de complejidad", medido en términos de qué tan diferenciados están sus sistemas de órganos en distintas regiones o subórganos, con un tipo distinto de construcción, es decir, una disposición particular de los sistemas de órganos. Dicho esto, la composición de cada clase está determinada en última instancia por el juicio subjetivo de los taxónomos.
En la primera edición de su Systema Naturae (1735), Carlos Linneo dividió sus tres reinos de la naturaleza (minerales, vegetales y animales) en clases. Sólo en el reino animal las clases de Linneo son similares a las clases utilizadas hoy en día; sus clases y órdenes de plantas nunca pretendieron representar grupos naturales, sino más bien proporcionar una conveniente "clave artificial" según su Systema Sexuale (véase Taxonomía linneana), basada en gran medida en la disposición de las flores. En botánica, ahora rara vez se habla de clases. Desde la primera publicación del Sistema de clasificación APG en 1998, que proponía una taxonomía de las plantas con flores hasta el nivel de órdenes, muchas fuentes han preferido tratar los rangos superiores a los órdenes como clados informales. Cuando se han asignado rangos formales, los rangos se han reducido a un nivel mucho más bajo, p. ej. la clase Equisitopsida para las plantas terrestres, con las principales divisiones dentro de la clase asignadas a subclases y superórdenes.
La clase se consideraba el nivel más alto de la jerarquía taxonómica hasta que los embranchements (planes estructurales de organización) de Georges Cuvier, llamados por primera vez Phyla por Ernst Haeckel, se introdujeron a principios del siglo XIX.